# Mount Benvolio
Der Mount Benvolio ist ein 2613 m hoher Berg mit gletscherbedeckter Spitze und einer Schartenhöhe von 73 m im Südwesten der kanadischen Provinz British Columbia, im Squamish-Lillooet Regional District.

## Geographie
Der Mount Benvolio liegt in den Garibaldi Ranges der Coast Mountains im Garibaldi Provincial Park. Sein Gipfel ist der zweithöchste Punkt der Fitzsimmons Range, einer Teilkette der Garibaldi Ranges. Er liegt 15 km südöstlich von Whistler. Der nächsthöhere Berg ist der Overlord Mountain (2625 m), 0,7 km nordwestlich von ihm. Der Benvolio Glacier liegt auf dem Westhang des Berges, der Diavolo Glacier erstreckt sich bis unter die Ostseite des Gipfels, und der Fitzsimmons Glacier fließt über seinen Nordhang ab. Die Abflüsse der Niederschläge vom Berg und das Schmelzwasser seiner Gletscher fließen in Zuflüsse des Cheakamus River.
| Overlord Mountain | Fitzsimmons Glacier | Mount Fitzsimmons  |
| Whirlwind Peak    |                     | Diavolo Glacier    |
| Cheakamus River   | Diavolo Peak        | Cheakamus Mountain |

## Geschichte
Die Erstbesteigung des Berges erfolgte wahrscheinlich 1923 durch Phyllis Munday und Don Munday über den Benvolio Glacier. Der Berg wurde 1964 durch eine Seilschaft des Alpine Club of Canada benannt, um an den 400. Geburtstag von William Shakespeare zu erinnern.

„When viewed from the north, this peak stands out from Mount Overlord and Fitzsimmons, however its beauty from afar is somewhat dulled close up and its ascend is of no trouble.

Mit Blick von Norden steht der Berg neben dem Mount Overlord und dem [Mount] Fitzsimmons, seine Schönheit von fern wird jedoch mit größerer Nähe etwas matt, und der Aufstieg ist ohne Mühe.“

 In Shakespeares Romeo und Julia kommt eine Figur Benvolio vor, Romeos Cousin, der ähnliche Merkmale zeigt. Der Name des Berges wurde am 27. August 1965 vom Geographical Names Board of Canada offiziell anerkannt.

## Klima
In Bezug auf die Klimaklassifikation nach Köppen und Geiger herrscht am Mount Benvolio ein Westseiten-Seeklima. Die meisten Wetterfronten stammen vom Pazifik und bewegen sich ostwärts auf die Coast Mountains zu, wo sie durch die Berge zum  Aufsteigen (Windstau) gezwungen werden, was wiederum dazu führt, dass die enthaltene Feuchtigkeit in Form von Regen oder Schnee abgegeben wird. Im Ergebnis führt das zu hohen Niederschlägen in den Coast Mountains, insbesondere zu starken Schneefällen im Winter. Die Temperaturen können unter −20 °C fallen, unter Berücksichtigung von Windchill-Einfluss unter −30 °C. Die Monate Juli bis September bieten die besten Wetterbedingungen für einen Aufstieg.